# Borja Iglesias
Borja Iglesias Quintas (n. 17 ianuarie 1993, Santiago de Compostela, Spania) este un fotbalist spaniol liber de contract, care joacă pe post de atacant.
Format la Celta de Vigo, unde a jucat cel mai mult timp cu echipa de rezerve, în prezent are un total de peste 140 de meciuri în La Liga și 40 de goluri pentru acea echipă, Espanyol și Real Betis, câștigând Copa del Rey în sezonul 2021–22 cu acesta din urmă.